# Kakushigoto
Kakushigoto (Nhật: かくしごと Hepburn: Kakushigoto, hiểu theo hai nghĩa là "bí mật" và "việc vẽ vời") là một bộ manga hài Nhật Bản của Kumeta Kōji.  Nó được đăng nhiều kỳ trong Kodansha Monthly Shōnen Magazine từ tháng 12 năm 2015 đến tháng 7 năm 2020, và đã được tập hợp thành 12 tập tankōbon.  Một bộ phim truyền hình chuyển thể từ anime của Ajia-do Animation Works được phát sóng từ tháng 4 đến tháng 6 năm 2020.

## Cốt truyện
Gotō Kakushi là một mangaka ecchi; lo lắng rằng con gái mình sẽ phát hiện ra và xa lánh anh nên anh thề sẽ không để chuyện đó xảy ra.

## Nhân vật

### Gia đình Gotō
Gotō Kakushi (後藤  可久士 Hậu Đằng Khả Cửu Sĩ)
Lồng tiếng bởi: Kamiya Hiroshi (animated PV, anime)
Kakushi là một mangaka điều hành công ty riêng của mình, G-PRO. Vì công việc chính của anh ấy liên quan đến ecchi, anh ấy quyết tâm giữ bí mật về sự nghiệp mangaka của mình với con gái mình, Hime. Kakushi là một ông bố đơn thân, vợ anh mất tích trong một vụ tai nạn ngoài khơi Nhật Bản. Tên của anh ấy là cách chơi chữ của một trong những từ tiếng Nhật có nghĩa là 'bí mật' (かくしごと, kakushigoto). Hiện tại, anh ấy đã hôn mê một năm sau khi bị tai nạn tại công việc kho hàng của mình.
Gotō Hime (後藤  姫 Hậu Đằng Cơ)
Lồng tiếng bởi: Anzai Chika (animated PV), Takahashi Rie (anime)
Hime là một học sinh tiểu học 10 tuổi lanh lợi và là con gái của Kakushi. Cô cũng được miêu tả là một học sinh trung học 18 tuổi trong các phân đoạn chuyển tiếp nhanh, người biết bí mật của cha cô và đã chờ ông tỉnh dậy sau cơn mê. Tên của cô ấy là cách chơi chữ của một trong những từ tiếng Nhật có nghĩa là 'bí mật' (ひめゴト, himegoto).

### G-PRO
Shiji Aogu (志治  仰 Chí Minh Ngưỡng)
Lồng tiếng bởi: Taku Yashiro (anime)
Aogu là trợ lý chính của Kakushi tại G-PRO. Anh ấy thường yêu cầu hướng dẫn của người khác và tên của anh ấy là một liên quan đến thực tế này (shiji wo aoku, 'yêu cầu hướng dẫn').
Sumita Rasuna (墨田  羅砂 Mặc Điền La Sa)
Lồng tiếng bởi: Yasuno Kiyono (anime)
Rasuna là trợ lý tại G-PRO. Cô ấy được đặt tên theo cụm từ đừng làm rơi mực! (すみ たらす な！, sumi tarasu na!).
Kakei Ami (筧  亜美 Kiển Á Mỹ)
Lồng tiếng bởi: Sakura Ayane (anime)
Ami là trợ lý tại G-PRO. Cô ấy thường thể hiện một phong thái phẳng lặng, không quan tâm; cô ấy cũng giữ bí mật của riêng mình, chẳng hạn như bút danh mangaka của cô ấy. Tên của cô ấy liên quan đến kiểu chữ nở chéo của kakeiami (カ ケ ア ミ).
Keshi Kakeru (芥子  駆 Giới Tử Kakeru)
Lồng tiếng bởi: Murase Ayumu (anime)
Kakeru là trợ lý mới nhất tại G-PRO; nhiệm vụ chính của anh ấy là xóa những sai sót trên các bản thảo manga. Tên của anh ấy liên quan đến nhu cầu được động viên thường xuyên (嗾 け る, keshikakeru) để có động lực.
Tomaruin Satsuki (十丸院  五月 Thập Hoàn Viện Ngũ Nguyệt)
Lồng tiếng bởi: Hanae Natsuki (anime)
Tomaruin là biên tập viên lâu năm của Tạp chí Weekly Shōnen chịu trách nhiệm liên lạc với công ty G-PRO. Anh ta liên tục vứt tài liệu manga tại nhà Goto, đe dọa sẽ tiết lộ bí mật của Kakushi cho con gái mình. Anh ta được coi là một chó săn, và trong một tập phim, bị nhầm là một kẻ biến thái; tuy nhiên, anh ấy thường có ý tốt. Tên của anh ấy là một tham chiếu đến cụm từ tomaru insatsuki (ngừng ép lại).

### Nhân vật khác
Nadila (ナディラ Nadira)
Lồng tiếng bởi: Katō Emiri
Nadila là một công ty nhập cư Indonesia, lướt nhẹ đến dọn dẹp nhà của Goto. Cô dạy Hime cách nấu ăn Indonesia, làm cha cô ấy món ăn tự nhiên. Trong một đoạn khác, Tomaruin nhầm cô với một trò chơi dukun.
Imashigata Kairi ()
Lồng tiếng bởi: Ôtsuka Akio
Imashigata là bố vợ giàu có của Kakushi, người luôn ở bên anh kể từ khi con gái anh qua đời. Tuy nhiên, nó cho thấy anh vẫn quan tâm đến Hime, đi xa đến mức mua cho cô một cây đàn piano lớn khi cô muốn luyện tập.